# Геловані Арчил Вікторович (маршал інженерних військ)
Арчи́л Ві́кторович Гелова́ні (груз. არჩილ გელოვანი; 27 листопада 1915 — 19 серпня 1978, Москва, РРФСР, СРСР) — радянський воєначальник, маршал інженерних військ (28.10.1977).
Обирався депутатом Верховної Ради РРФСР 9-го скликання (1975—1978).

## Життєпис
Народився в селі Спатогорі, нині муніципалітет Цаґері краю Рача-Лечхумі та Квемо Сванеті, Грузія. Походив з княжого роду Геловані. Його батько, Геловані Віктор Георгійович, був одним з найвідоміших у свій час інженерів-механіків на Закавказзі.
У 1936 році закінчив Грузинський індустріальний інститут імені С. М. Кірова. Працював у тбіліському тресті «Інжбуд».
У лавах РСЧА з 1939 року. Того ж року закінчив спецкурси при Вищому військово-морському інженерно-технічному училищі. Направлений на Чорноморський флот (ЧФ), де призначений виконавцем робіт, головним інженером будівництва об'єкту флоту в Миколаєві. Член ВКП(б) з 1941 року.
Учасник німецько-радянської війни з 1941 року. У серпні — вересні 1941 року — начальник оперативної військово-будівельної групи, яка під вогнем супротивника звела 8 стаціонарних та 2 пересувні батареї берегової артилерії в районі Арабатської стрілки і Чонгарського перешийку. Наприкінці 1941 року призначений головним інженером спеціального будівництва ЧФ, з 1942 року — начальник спеціального будівництва ЧФ. Очолював будівництво об'єктів оборони на Кавказькому узбережжі Чорного моря, а також будівництво аеродромів для авіації флоту в Адлері та Гудауті. Учасник битви за Кавказ. З червня 1944 року — начальник будівництва з відновлення Миколаївської військово-морської бази. З 1945 року — керівник відновлювальних робіт в Одесі.
Після війни продовжив військову службу на Чорноморському флоті: головний інженер будівництва управління флоту, заступник начальника Головного військово-морського будівельного управління, з 1953 року — начальник Севастопольвійськморбуду. З липня 1959 року — начальник Головного військово-морського будівельного управління — заступник командувача Чорноморським флотом з будівництва.
З 1962 року — начальник Головного інженерного управління Ракетних військ стратегічного призначення (РВСП). З 1964 року — заступник головнокомандувача РВСП з будівництва.
З 1969 року — перший заступник начальника будівництва і розквартирування військ МО СРСР. У 1971 році призначений начальником новоствореної Державної експертизи МО СРСР. З березня 1974 року — заступник міністра оборони СРСР з будівництва і розквартирування військ.

## Нагороди і почесні звання
Нагороджений орденами Леніна, Вітчизняної війни 1-го ступеня (11.11.1944), Трудового Червоного Прапора, двома Червоної Зірки (01.08.1942, …), «За службу Батьківщині у Збройних силах СРСР» 3-го ступеня, медалями, нагородами іноземних держав.
Лауреат Ленінської (1968) і Державної (1977) премій СРСР.
Заслужений будівельник РРФСР (1971).
Почесний громадянин міста Севастополь.

## Вшанування пам'яті
Ім'ям маршала Геловані названу одну з вулиць Севастополя.